# APOBEC4
La enzima de edición C->U APOBEC-4, también conocida como enzima de edición de ARNm de apolipoproteína B tipo polipéptido catalítico 4, es una proteína que en los humanos está codificada por el gen APOBEC4. Se expresa principalmente en los testículos y se encuentra en mamíferos y pollos, pero no en peces.

## Función
Este gen codifica un miembro de la familia AID/ APOBEC de polinucleótidos (desoxi) citidina desaminasas, que convierten la citidina en uridina. Otros miembros de la familia AID/APOBEC participan en la edición de ARNm, la hipermutación somática y la recombinación de genes de inmunoglobulinas y la inmunidad innata a la infección retroviral.
Un estudio reciente sobre APOBEC4 (A4) reveló un hallazgo interesante: A4 mejoró la replicación del VIH-1 mediante el aumento de la actividad del promotor, y también aumentó la expresión de otras proteínas mejoradas mediadas por promotores relevantes. El análisis bioquímico de A4 mostró la falta de actividad citidina desaminasa en el ADN monocatenario y se une al ADN de manera bastante débil.

## Otras lecturas
- Prochnow C, Bransteitter R, Chen XS (October 2009). «APOBEC deaminases-mutases with defensive roles for immunity». Science in China Series C: Life Sciences 52 (10): 893-902. PMID 19911124. S2CID 22054803. doi:10.1007/s11427-009-0133-1.

- Datos: Q18057953